# Purpurhöna
Purpurhöna (Porphyrio porphyrio) är en stor och färgglad rall som förekommer i södra Europa, Afrika, södra Asien och Australien.

## Kännetecken

### Utseende
Purpurhöna är en mycket stor och elegant rall, med en kroppslängd på 45-50 centimeter. I flykten syns benen dingla och vingslagen snabbt vevande. Fjäderdräkten är blå- och lilaskimrande med vita stjärtundertäckare. Den stora näbben är röd, liksom näbbskölden ovan och benen med tydligt långa tår. Ungfågeln är något mattare och på undersidans mitt med inslag av gråvitt, i början mer grårosa på näbb och ben.
De olika populationerna skiljer sig något i utseende. Fåglar från Turkiet österut till Indokina har tydligt gråfärgat huvud, de från Indonesien samt i Australien och österut till Samoa är mörkare, medan de i Filippinerna är ljusare. Afrikanska fåglar är mossgröna på mantel och större delen av vingen.

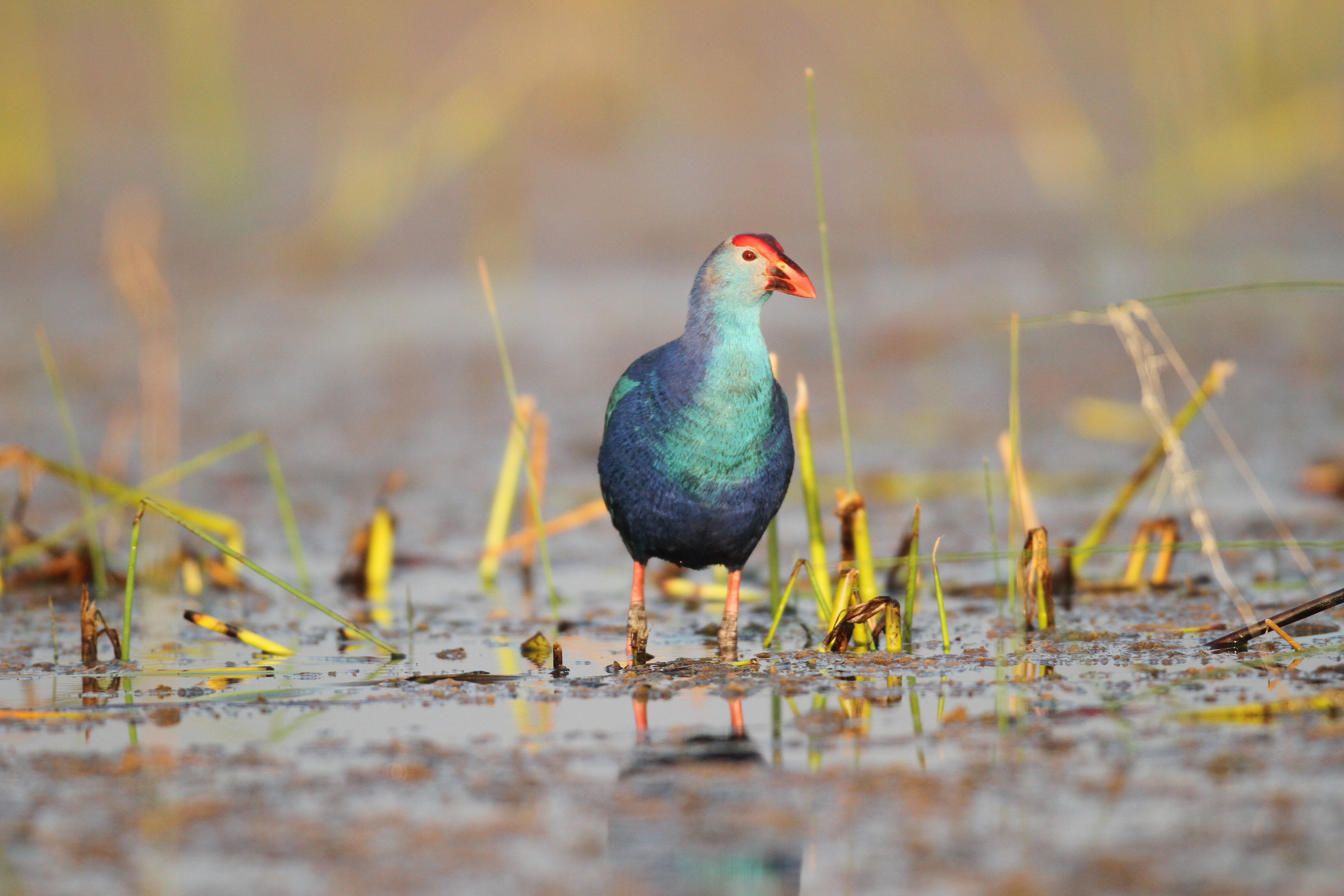
Purpurhöns i västra och södra Asien har gråare huvud.
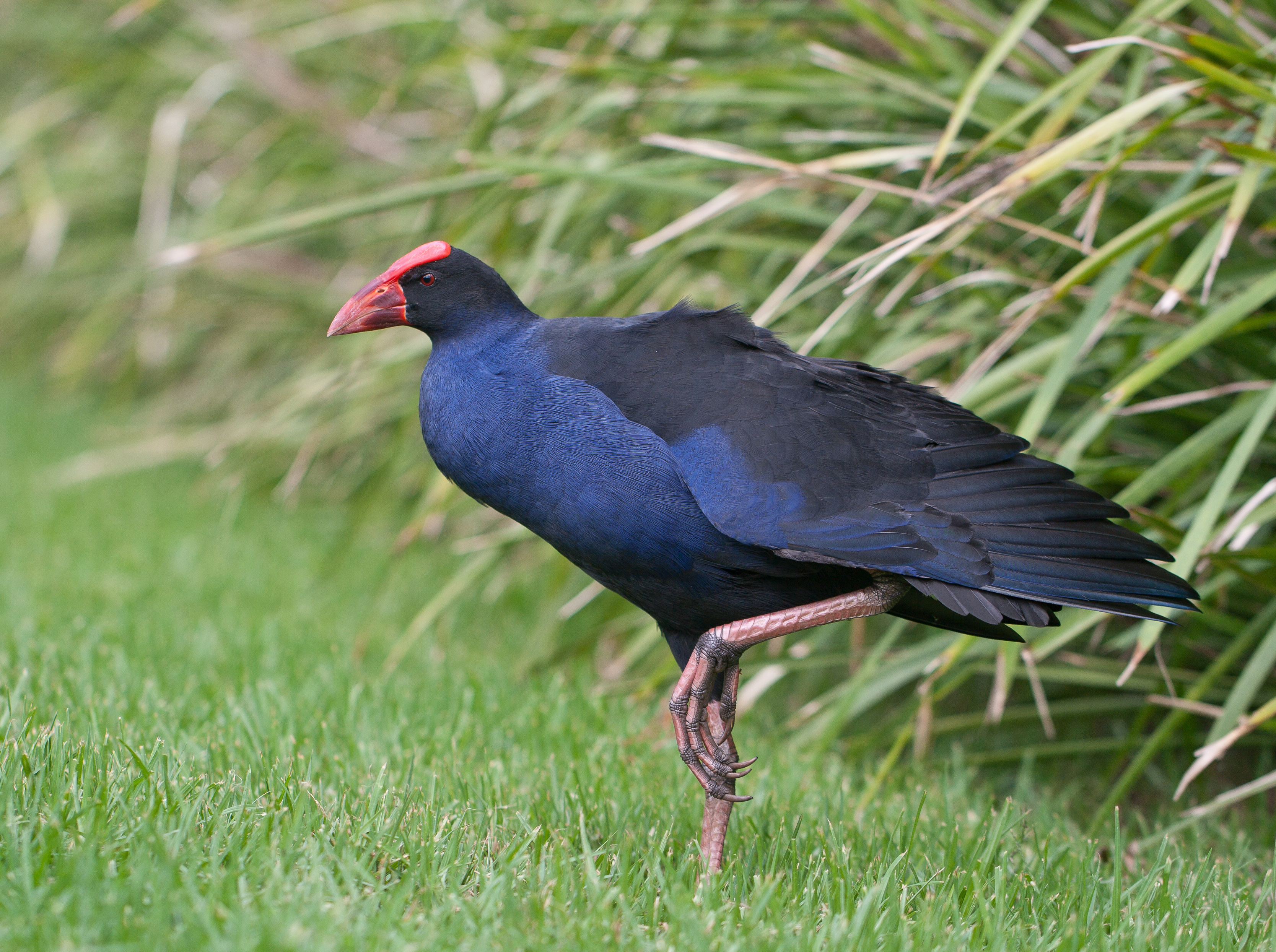
I Australien är purpurhönan mycket mörkare...
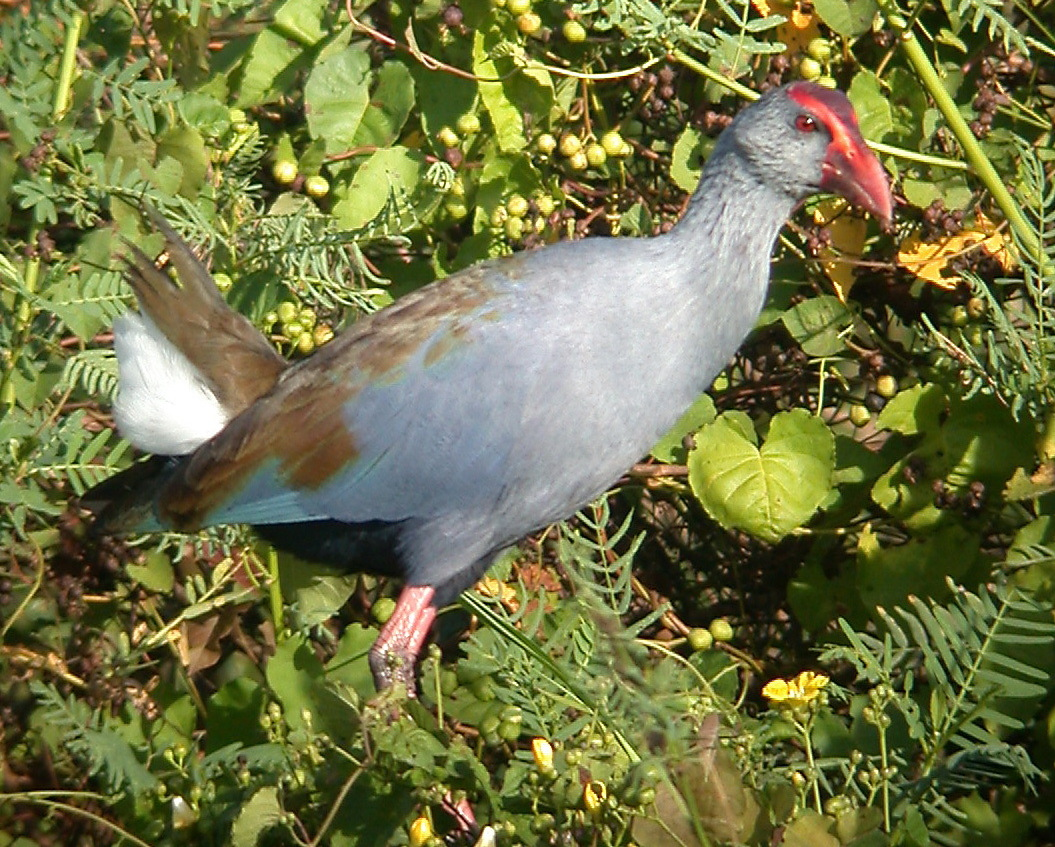
...medan de i Filippinerna är närmast ljusblå.

### Läten
Purpurhöna är mycket ljudlig fågel med rik repertoar. Ofta hörs utdragna upprepade nasala tutanden, ibland även mer mekaniska spruckna drillar. Kontaktlätet är ett smackande tjuck.

## Utbredning och systematik
Purpurhöna delas in i tolv underarter med följande utbredning:
- Porphyrio porphyrio porphyrio – huvudsakligen stannfågel i västra Medelhavsområdet, närmare bestämt kustnära nordvästra Afrika, södra Portugal, Spanien, Balearerna, Sardinien och Sicilien. Populationen på Iberiska halvön har spätts på av reintroduktionsprogram i Portugal och nordöstra Spanien, vilket har fått den att även kolonisera södra Frankrike. Små naturaliserade bestånd finns även på fastlandet i Italien.[4] Tillfälligt har den påträffats i Gibraltar, på Korsika samt på Malta.
- Porphyrio porphyrio madagascariensis – förekommer i Egypten, Afrika söder om Sahara samt på Madagaskar. Den har påträffats tillfälligt i Kanarieöarna, Israel och Oman.[4]
- Porphyrio porphyrio seistanicus – förekommer från sydöstra Turkiet till Irak och sydvästra Iran samt vidare österut till sydvästra Afghanistan och Baluchistan i sydvästra Pakistan. Arten kan möjligen ha koloniserat Saudiarabien. Tidigare förekom den fåtaligt vintertid i Israel, men har inte setts sedan 1950-talet. Fågeln har påträffats tillfälligt i Mellanöstern i Jordanien, Libanon, Oman, Qatar och Förenade Arabemiraten (har häckat), och i Europa Ukraina och Norge.[4]
- Porphyrio porphyrio poliocephalus – förekommer från Indien till Sri Lanka, södra Kina, norra Thailand samt i Andamanöarna och Nikobarerna. Ett infört bestånd i Florida består sannolikt av denna underart.
- Porphyrio porphyrio viridis – södra Myanmar till södra Thailand, södra Kina, Malackahalvön och Indokina
- Porphyrio porphyrio indicus – förekommer huvudsakligen i Indonesien, på Sumatra, Java, Bali, Borneo och sydvästra Sulawesi
- Porphyrio porphyrio pulverulentus – förekommer i Filippinerna samt på ön Karekelong i Talaudöarna
- Porphyrio melanotus pelewensis – förekommer i Palau (öarna Koror och Anguar)
- Porphyrio melanotus melanopterus – förekommer i Moluckerna och Små Sundaöarna till Aruöarna och Nya Guinea
- Porphyrio melanotus bellus – förekommer i sydvästligaste Australien
- Porphyrio melanotus melanotus – förekommer i Australien, Nya Zeeland, Kermadecöarna och Chathamöarna
- Porphyrio melanotus samoensis – förekommer från Amiralitetsöarna till Samoa, Nya Kaledonien, Salomonöarna och Fiji

Ett antal fynd finns från Cypern, Grekland, Kroatien, Madeira, Tyskland, Ungern och Österrike med oklar underartstillhörighet.

### Artstatus
Efter DNA-studier från 2015 som visade att purpurhönan är parafyletisk gentemot nyzeeländska arten sydötakahe (P. hochstetteri) delades purpurhönan ofta upp i flera arter. I AviList från 2025 behandlas den dock återigen som en och samma art.

## Levnadssätt
Purpurhönan förekommer i små sjöar och kärr med låg växtlighet som starr, kaveldun och starr, gärna med brutna stjälkar att kliva på. Olikt andra rallar kan den ses kliva högt upp i vassruggarna. Ibland ses den även simma.
Fågeln är en allätare, men intar mest vegetabilisk föda. Den häckar mellan mars och juni.

## Status och hot
Internationella naturvårdsunionen IUCN kategoriserar arten som livskraftig. Beståndet i Europa beräknas utgöras av 9.600-51.000 par.